# Consumptiemaatschappij

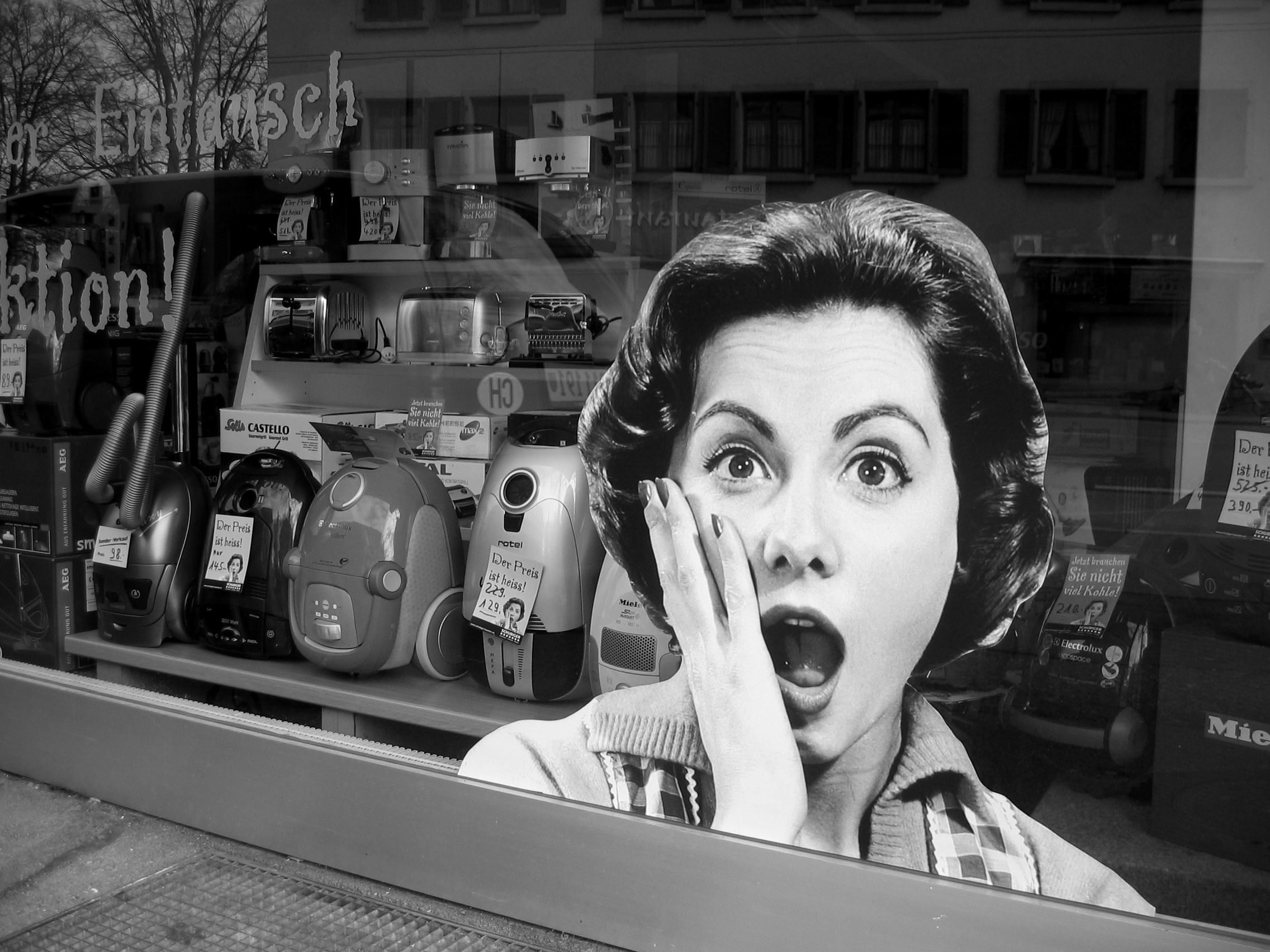
In de consumptiemaatschappij bevredigen goederen geen basisbehoeftes, maar verschaffen prestige.

Een consumptiemaatschappij is een samenleving waarin vrije tijd overwegend wordt gebruikt om goederen of diensten te verwerven. Deze goederen bevredigen geen basisbehoeften, maar verschaffen prestige, of worden beschouwd als onderdeel uitmakend van de identiteit van de eigenaar. Een dergelijke levensstijl valt onder de noemer van het consumptisme en hangt samen met het economische principe van de vrijemarkteconomie; dit economische systeem is gebaseerd op constante economische groei, waarbij er steeds meer geproduceerd, en dus geconsumeerd moet worden. 

## Algemeen
De term consumptiemaatschappij wordt met name gebruikt door critici van de vrije markt, zoals die in de westerse maatschappij. De eenzijdige gerichtheid op consumeren gaat volgens hen ten koste van ecologische, culturele, sociale en religieuze waarden. Middenstanders zijn doorgaans voorstanders van de consumptiemaatschappij, maar zullen die term meestal niet gebruiken. Zij worden gesteund door libertariërs die vinden dat ieder voor zich moet bepalen of aankopen noodzakelijk zijn of niet.
Sommige onderzoekers en auteurs, zoals Veblen, wijzen ook op een zekere geestelijke verarming die consumentisme met zich mee kan brengen.
De term "consumentisme" wordt ook gebruikt om te verwijzen naar de consumentenbeweging, bescherming van de consument. Die bewegingen beogen de consument te beschermen en te informeren door het eisen van eerlijke informatie, eerlijke verpakking en reclame, productgaranties, en verbeterde veiligheidsnormen. In die zin is het een beweging of een beleid gericht op het reguleren van de producten, diensten, methoden en normen van de fabrikanten, verkopers, en adverteerders in het belang van de koper.

## Consumentisme
Consumentisme is het begrip dat ten grondslag ligt aan de consumentenmaatschappij. Het is het streven om doorlopend, als levensstijl, steeds meer goederen aan te schaffen en diensten te laten verlenen, vaak ter verhoging van de eigen status of louter als tijdverdrijf voor mensen die tijd over hebben.
Het wordt ook wel gedefinieerd als het scheppen en bevorderen van een verlangen naar steeds meer goederen en diensten in steeds grotere hoeveelheden. De term wordt vaak geassocieerd met kritiek op de consumptie waarmee Thorstein Veblen is begonnen en die vooral door Vance Packard in zijn boek Hidden Persuaders (Verborgen verleiders) is verscherpt en in een stroomversnelling gebracht door zijn kritiek op wat hij zag als de grote motor achter het consumentisme, marketing en reclame. Veblens bijdrage is het helder identificeren van de groep die in de greep van het consumentisme zou komen, de nieuw opkomende middenklasse aan het begin van de twintigste eeuw.
In de economie verwijst consumentisme naar het economische beleid dat de nadruk legt op de consumptie. In een abstracte zin is het de overtuiging dat de vrije keuze van de consument de economische structuur van een samenleving zou dienen te bepalen.
De term "consumentisme" werd voor het eerst gebruikt in 1915 om te verwijzen naar 'pleidooi voor de rechten en belangen van de consumenten "(Oxford English Dictionary), maar in dit artikel verwijst de term "consumentisme " naar de betekenis die voor het eerst gebruikt werd in 1960," de nadruk op of vooringenomenheid met de aankoop van consumptiegoederen "(Oxford English Dictionary).
Volgens de Britse econoom Paul Ekins is de consumptiemaatschappij een samenleving waar het bezit en het gebruik van een toenemend aantal en toenemende variëteit aan goederen en diensten het belangrijkste culturele doel is en tevens de verwachte kortste route naar individueel geluk, status en nationaal succes. In een samenleving waar succes kan leiden tot welvaart en de mogelijkheid om statusverhogende goederen te kopen, werken die goederen zélf statusverhogend. Daardoor proberen mensen zo veel mogelijk van zulke goederen aan te schaffen, zonder dat er nog een relatie is met een eerdere succesvolle prestatie.
Onder critici van de consumptiemaatschappij zijn met name sociologen, 'groene' bewegingen, andersglobalisten, milieuorganisaties, kerken en communitaristen. Vóór de ineenstorting van het communisme was dit ook een van de grote groepen en critici op de consumptiemaatschappij (hoewel later bekritiseerd als onoprecht). Deze groepen wijzen vaak op mogelijke tekorten aan energie, grondstoffen en levensruimte, zoals al in in 1798 beschreven door Thomas Malthus. Vrije markten leiden volgens hen ook tot een afname van culturele verscheidenheid en sociale cohesie. Consumentisme zou maatschappelijke vervlakking in de hand werken, doordat mensen elkaar in toenemende mate hoofdzakelijk zien als 'leverancier' of 'consument' en tot kortstondige, onwaarachtige gelukservaringen. De critici denken dat onder andere een gemengde economie en een stationaire economie alternatieven zijn voor de consumptiemaatschappij.

## Vrije markt
Voorstanders van de vrijemarkteconomie wijzen juist op de individuele vrijheid, efficiëntie, technologische ontwikkeling en lage werkloosheid in vrijemarkteconomieën. Door innovaties, die juist in een vrijmarkteconomie worden gestimuleerd, neemt de milieudruk in veel gevallen af. Bijvoorbeeld de gemiddelde energie-efficiëntie kan ook toenemen door financiële prikkels van de vrije markt. Met name libertariërs vinden de tegenstanders van de consumptiemaatschappij elitair en denken dat alternatieven leiden tot een planeconomie of totalitarisme. Zij vinden dat ieder voor zich moet bepalen of een aankoop noodzakelijk is en benadrukken dat veel mensen consumeren en winkelen een aangename bezigheid vinden. Deze consumenten ontlenen zelfs een deel van hun identiteit aan hun bezittingen.